# 托伯爾巴赫河 (特斯河支流)
47°26′45″N 8°47′29″E / 47.44590°N 8.79140°E

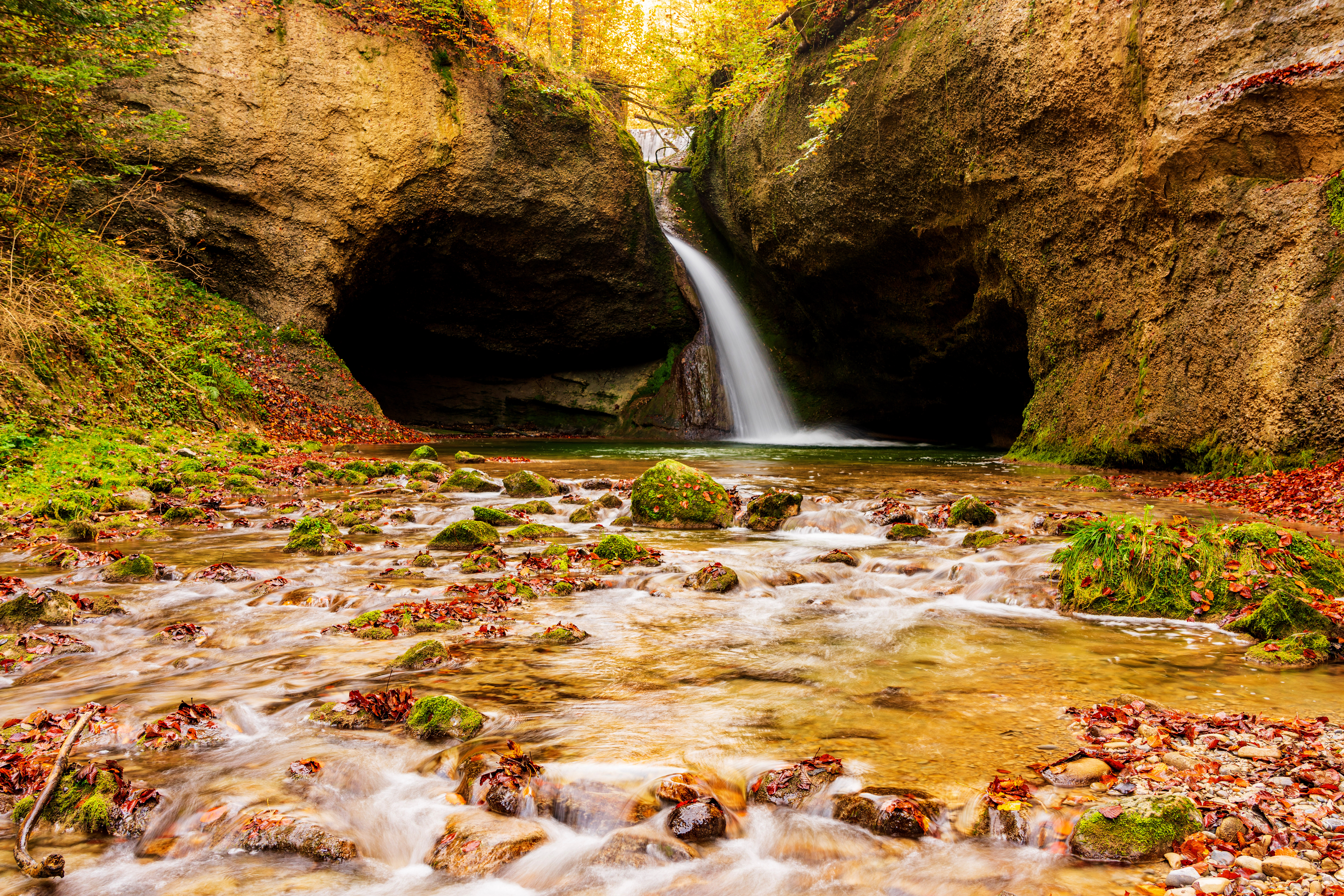

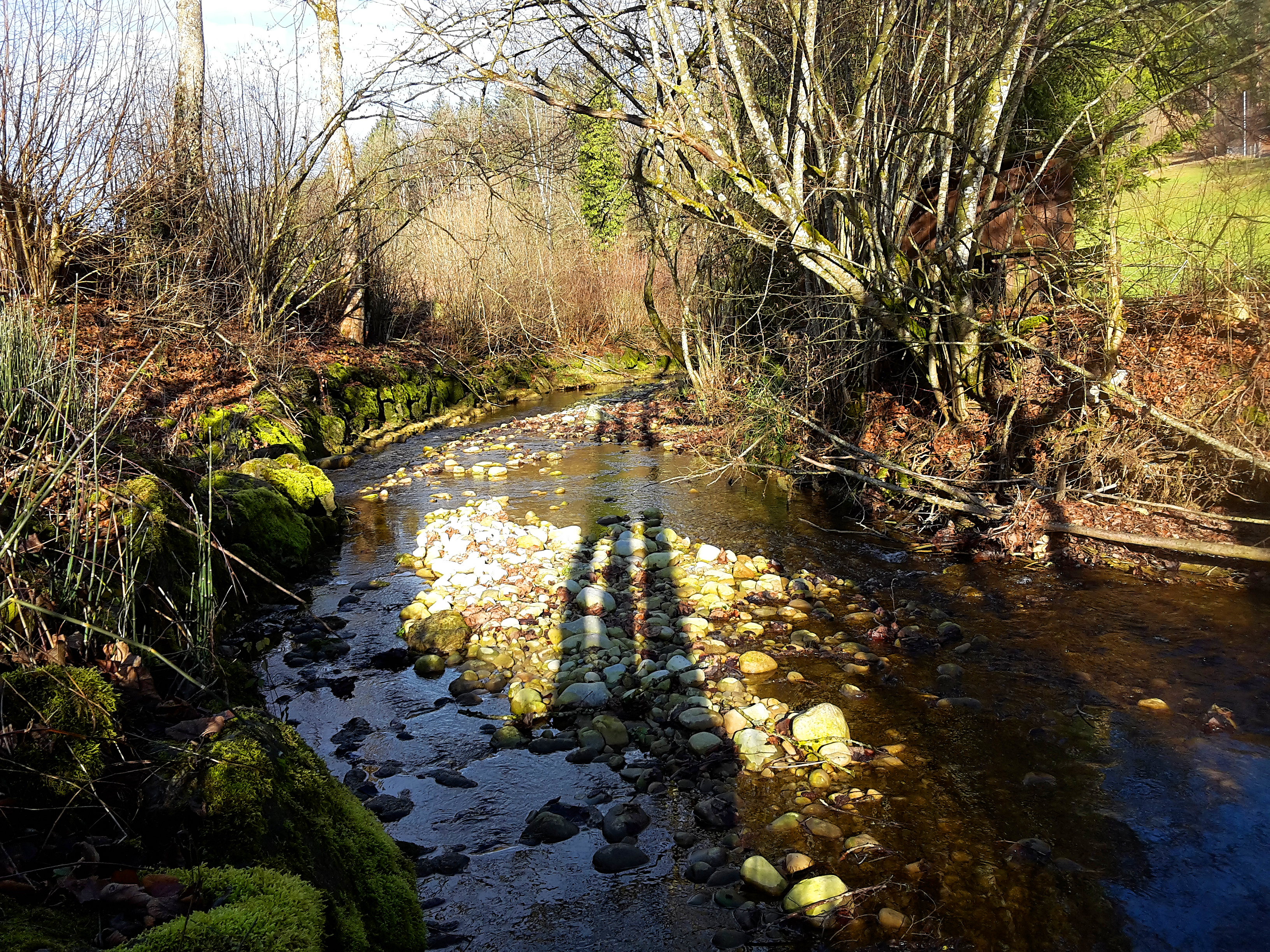

托伯爾巴赫河是瑞士的河流，位於該國北部，流經蘇黎世州，屬於特斯河的左支流，河道全長9.5公里，流域面積18.7平方公里，發源自普費菲孔東南面，河畔城鎮有魏斯林根和采爾